# Keita Suzuki
Keita Suzuki (n. Shizuoka, Japón; 8 de julio de 1981) es un futbolista japonés que se desempeña como mediocampista en el Pahang FA.

## Clubes
| Club               | País    | Año         |
| ------------------ | ------- | ----------- |
| Urawa Red Diamonds | Japón   | 2000 - 2013 |
| Pahang FA          | Malasia | 2013 -      |